# نوناسوکوناکاتسو هیمه
نوناسوکوناکاتسو هیمه (به ژاپنی: 渟名底仲媛命 Nunasokonakatsu-hime)؛  همسر امپراتور آنیی اهل ژاپن است.